# Chasse de Champagnat

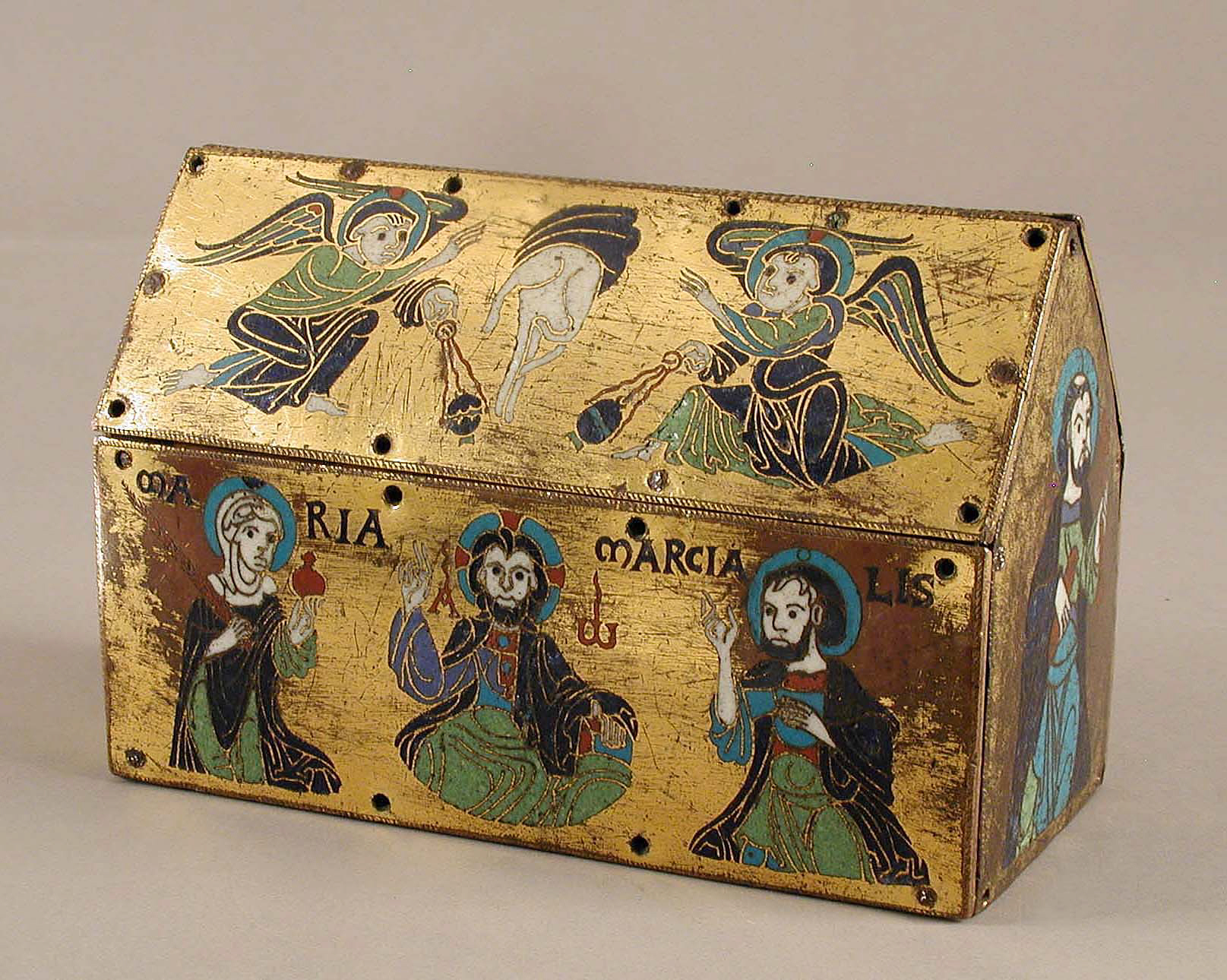
Chasse de Champagnat voorkant

De Châsse de Champagnat is een reliekschrijn uit circa 1150, gemaakt in Limoges, Frankrijk.
Het schrijn is afkomstig uit de middeleeuwse Eglise de Saint-Martial in Champagnat in het bisdom Limoges waar Martialis van Limoges aanzien wordt als de dertiende apostel. In 1917 werd het reliekschrijn door kunstverzamelaar John Pierpont Morgan geschonken aan het Metropolitan Museum of Art in New York

## Beschrijving
Het schrijn is met koper gegraveerd en verguld. Blauwzwarte, blauwe, turquoise, groene, rode en witte email werd met champlevétechniek aangebracht.
Aan de voorzijde onder de bovenplaat staat Jezus Christus, geflankeerd door Maria Magdalena (rechts) en de heilige Martialis, de eerste bisschop van Limoges (links). Op de bovenplaat staat in het midden de hand van God, geflankeerd door twee engelen. Op de zijpanelen staan de heiligen Petrus en Paulus. Aan de achterkant staan de symbolen van de vier evangelisten en rijke bladerdecoratie tussen de fantasiedieren met menselijke gezichten.

## Details

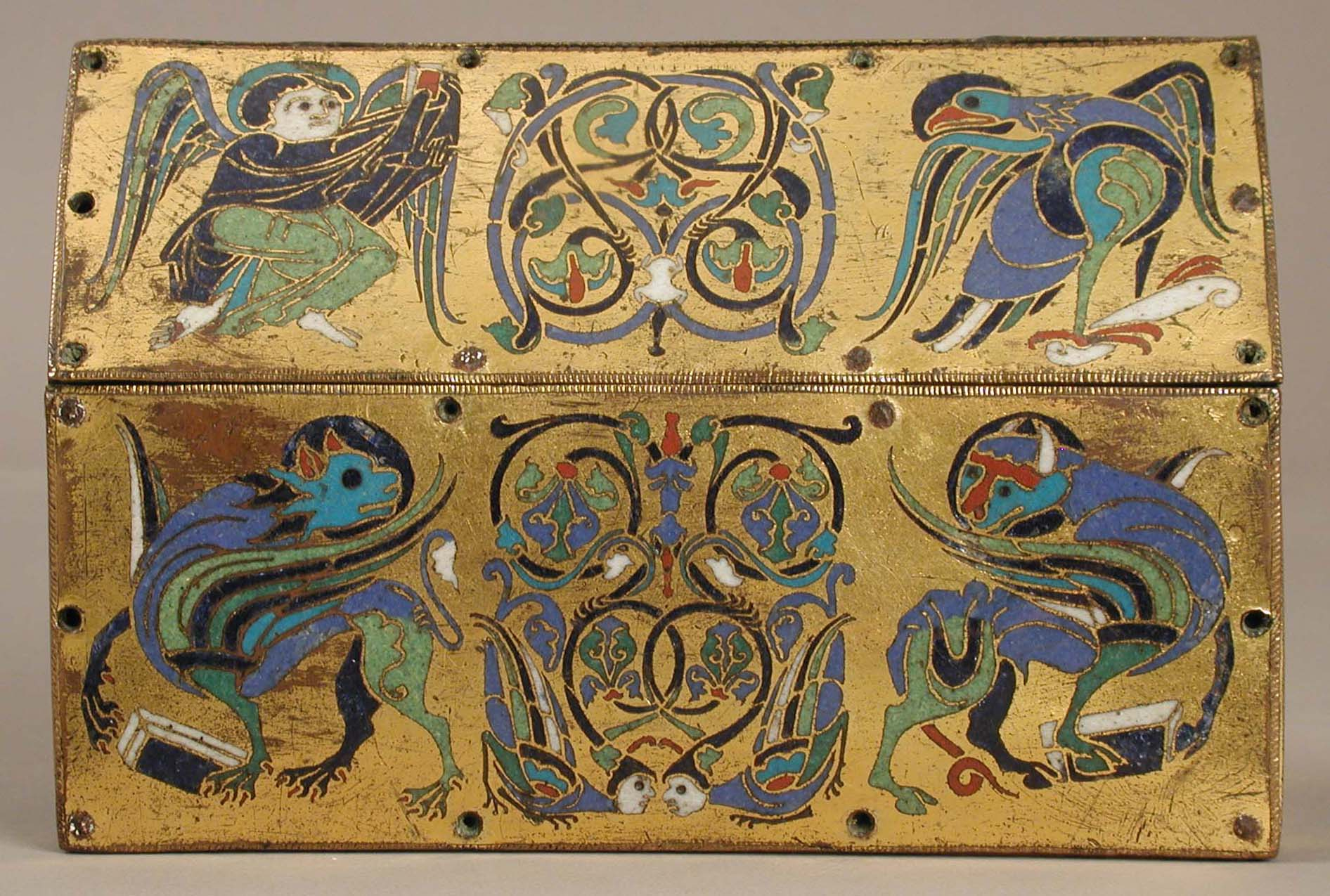
Detail achterzijde
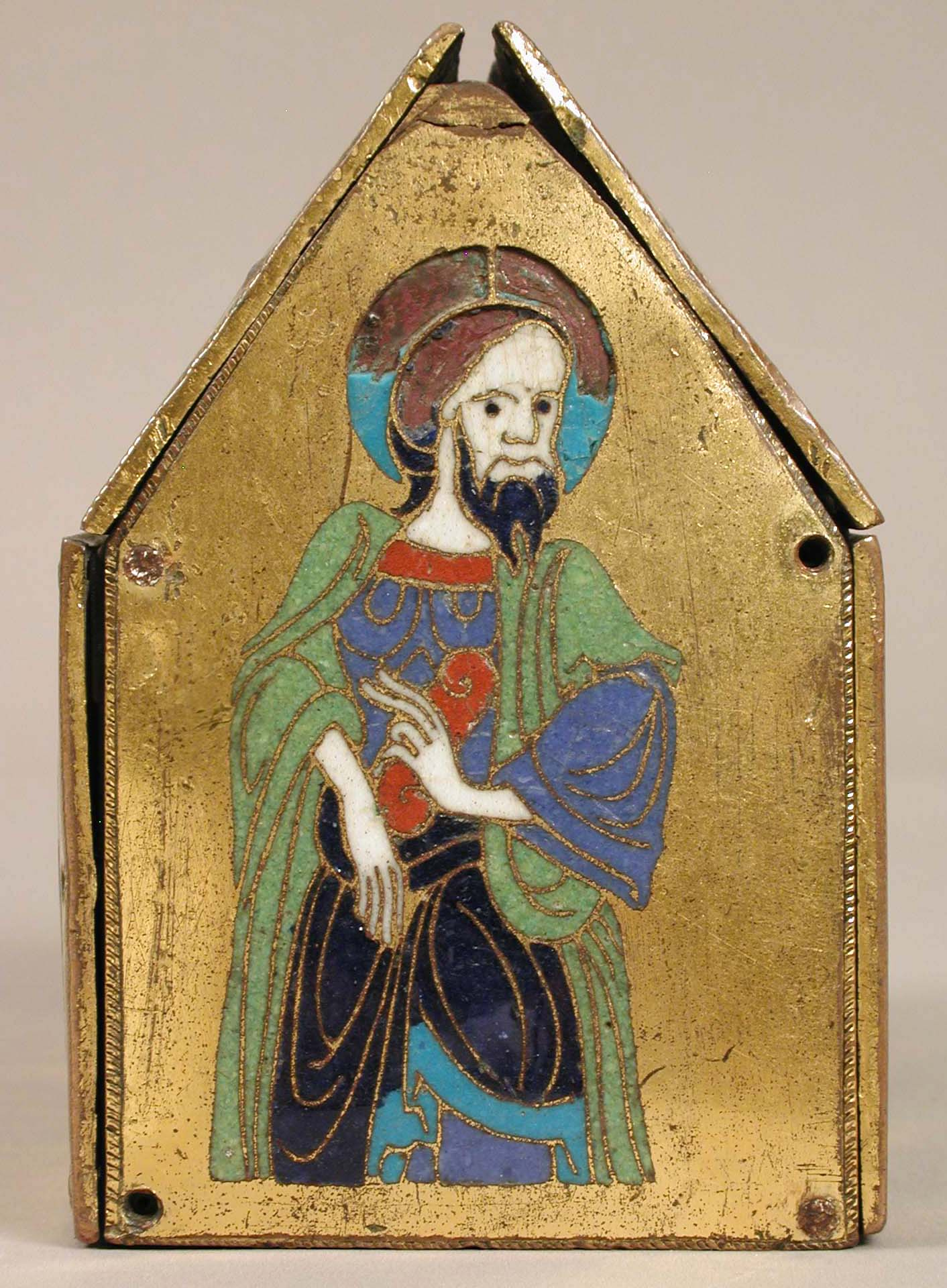
Detail zijkant
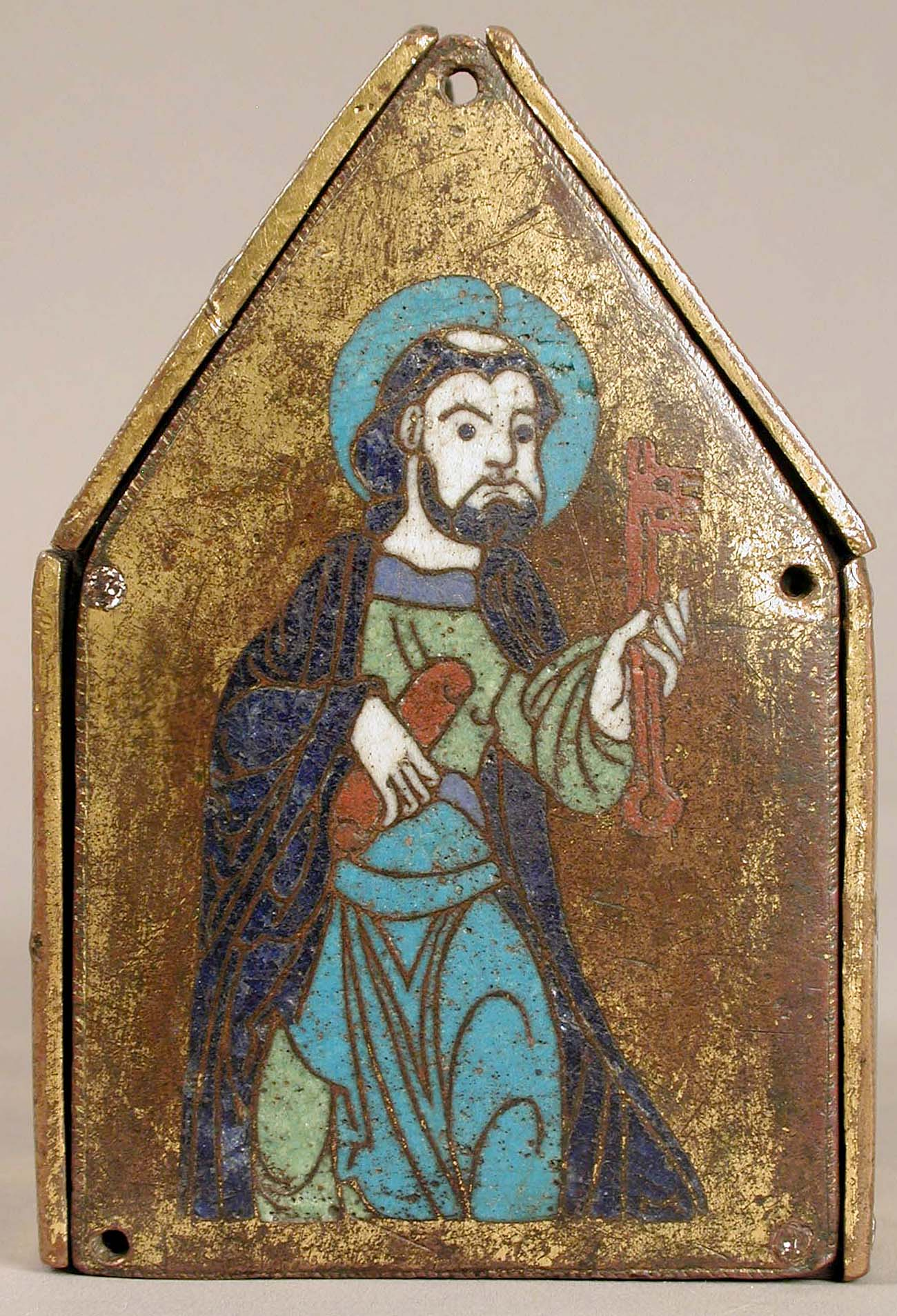
Detail zijkant
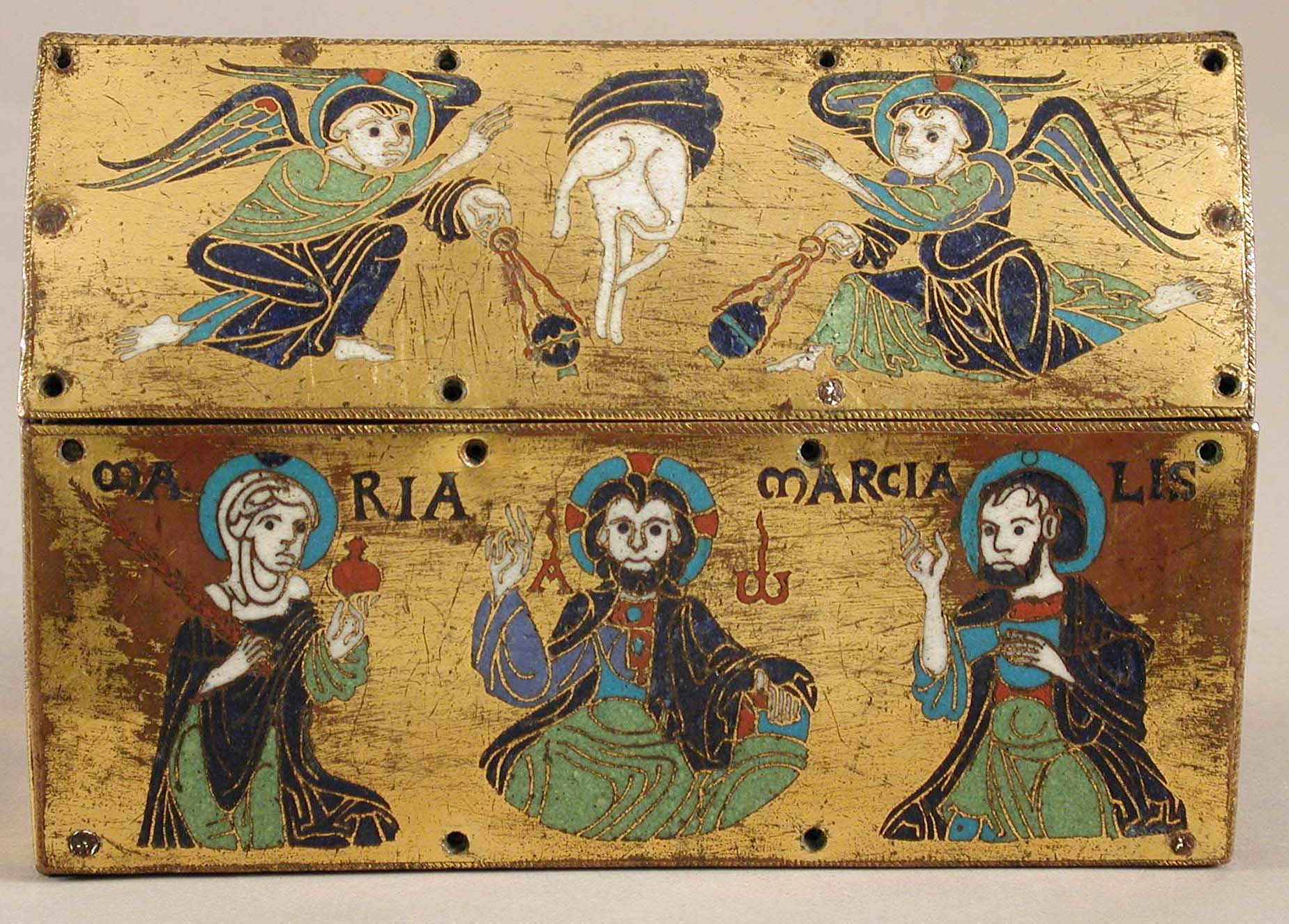
Detail voorkant